# .356 TSW
O .356 TSW (356 Team Smith & Wesson) é um cartucho de fogo central para pistolas desenvolvido pela Smith & Wesson em meados da década de 1990.
Ele é similar em tamanho ao 9mm Parabellum e ao 9 mm IMI. Projetado para ser usado nos eventos de tiro da Confederação Internacional de Tiro Prático (IPSC), acabou sendo banido das competições, o que o levou à obscuridade.